# Alain Bozon
Pour les articles homonymes, voir Bozon.
Temple de la renommée français : 2012
Alain Bozon est un joueur français de hockey sur glace. Considéré comme l'un des meilleurs de sa génération, il est également le père de Philippe Bozon, autre hockeyeur français émérite, et le grand-père de Timothé Bozon.

## Biographie
Formé au Chamonix Hockey Club, il y commence sa carrière et remporta avec ce club le championnat de France 1964, tout en remportant le titre de meilleur marqueur.
L'année précédente, le 25 octobre 1963, il avait été l'un des hockeyeurs français invités à représenter le club de Grenoble pour l'inauguration de la première patinoire de la ville.
Au début 1967, après la naissance de Philippe, il rejoint le club de Gap pour deux saisons avant de s'installer à Megève, en tant que joueur puis en tant qu'entraîneur et formateur.
Il fut également membre de l'équipe de France ainsi qu'entraîneur de l'équipe de France junior.

## Palmarès
Avec le Chamonix Hockey Club
- Champion de France :
  - 1958
  - 1959
  - 1963
  - 1964
  - 1965
  - 1966
  - 1967

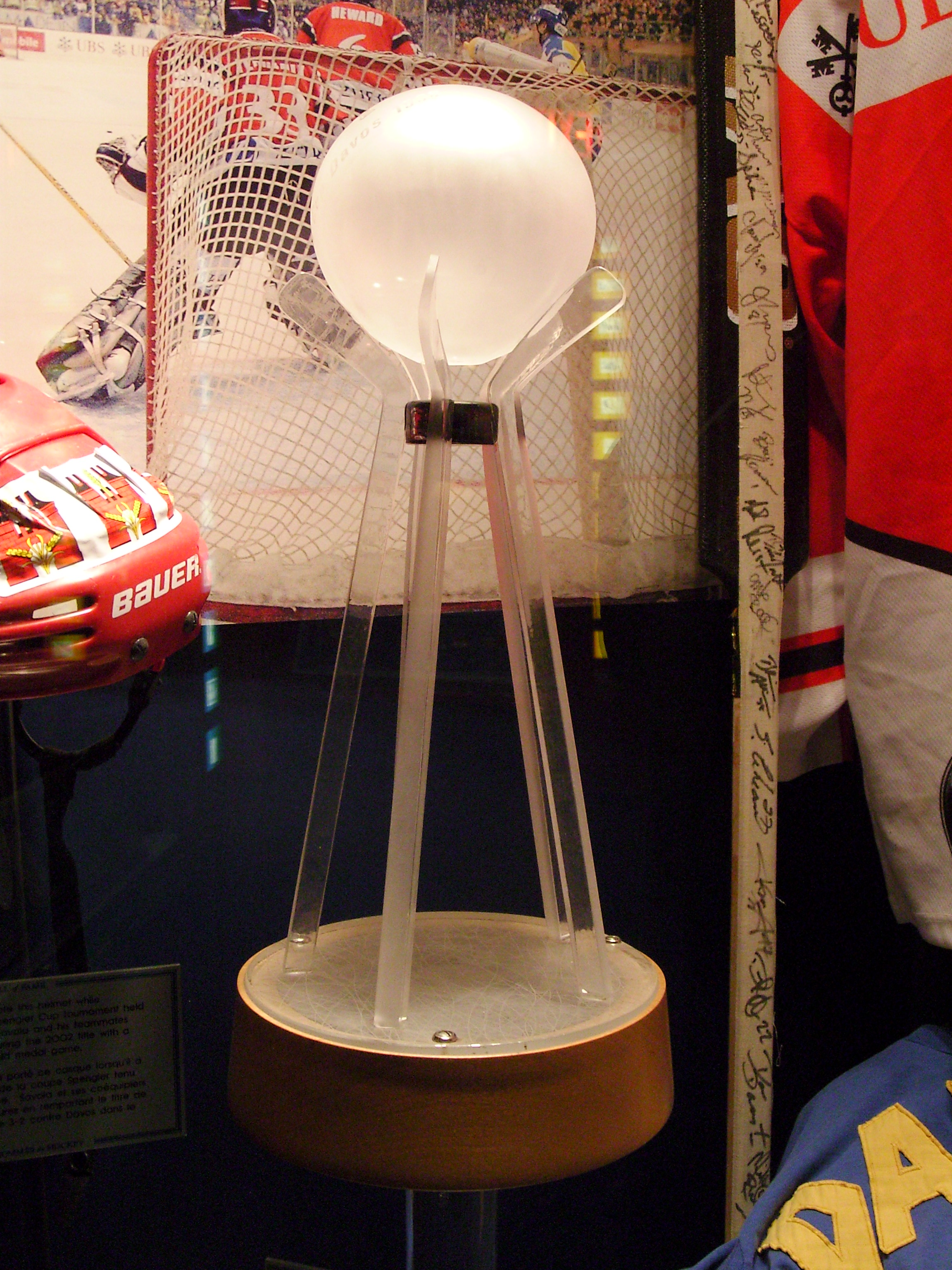

Avec l'Athletic Club de Boulogne-Billancourt
- Coupe Spengler :
  - 1961
- Champion de France :
  - 1962